# Алу (село)
А́лу (ест. Alu küla) — село в Естонії, у волості Тистамаа повіту Пярнумаа.

## Населення
Чисельність населення на 31 грудня 2011 року становила 19 осіб.

## Географія
Край села проходить дорога Тигела — Алу — Мурру, що з'єднує автошляхи 131 (Каллі — Тистамаа — Вяраті) та 108 (Кіглепа — Лепаспеа).
На захід від села розташовується озеро Тигела (Tõhela järv).

## Пам'ятки природи
На сході село межує з територією природного заповідника Нятсі-Вилла (Nätsi-Võlla looduskaitseala).
На південний захід від села розташовується видовий заповідник Алу (Alu liigikaitseala).